# 平滑化スプライン
平滑化スプライン（へいかつかスプライン、英: smoothing splines）とは、関数 {\displaystyle f(x_{i})} をノイズを含んで観測した観測値 {\displaystyle y_{i}} から、2階微分に基づく平滑度とのバランスを取りながらスプライン曲線を使用して関数 {\displaystyle {\hat {f}}(x)} を推定する手法。スプライン曲線は3次スプライン曲線がよく使われる。

## 定義
{\displaystyle \{x_{i},Y_{i}:i=1,\dots ,n\}} を観測値とする。モデルは {\displaystyle Y_{i}=f(x_{i})+\epsilon _{i}} で {\displaystyle \epsilon _{i}} は平均0の独立なノイズ。下記を最小化する形で平滑化スプライン関数 {\displaystyle {\hat {f}}} を推定する。
{\displaystyle \sum _{i=1}^{n}\{Y_{i}-{\hat {f}}(x_{i})\}^{2}+\lambda \int {\hat {f}}''(x)^{2}\,dx.}
注意点
- {\displaystyle \lambda \geq 0} は平滑化パラメータ。データの適合度と曲線の滑らかさのバランスを調整する。決め方の1つに、一般化交差検証で決める方法がある[3]。
- {\displaystyle \lambda \to 0} の時、スプライン補間に収束する。

## 参照
1. ↑  Green, P. J.; Silverman, B.W. (1994). Nonparametric Regression and Generalized Linear Models: A roughness penalty approach. Chapman and Hall
2. ↑  Hastie, T. J.; Tibshirani, R. J. (1990). Generalized Additive Models. Chapman and Hall. ISBN 978-0-412-34390-2
3. ↑  Craven, P.; Wahba, G. (1979). “Smoothing noisy data with spline functions”. Numerische Mathematik 31 (4):  377–403. doi:10.1007/bf01404567.